# Halichoeres semicinctus
La señorita piedrera (Halichoeres semicinctus) es una especie de peces de la familia Labridae en el orden de los Perciformes.

## Morfología
Los machos pueden llegar alcanzar los  38 cm de longitud total.

## Distribución geográfica
Se encuentra desde Point Conception (California, Estados Unidos) hasta la isla Guadalupe (Baja California) y el golfo de California  (México).